# Mi-août en Bretagne
La Mi-août en Bretagne era una corsa a tappe di ciclismo su strada che si disputava annualmente nella regione della Bretagna, in Francia. Dal 2009 al 2012 fece parte del calendario UCI Europe Tour come prova di classe 2.2.

## Storia
La Mi-août en Bretagne è stata organizzata dal 1960 al 1963, nel 1979 e 1980, dal 1986 al 1989, dal 1991 al 1993 e ininterrottamente dal 1995. Dal 1997 al 2007 si è svolta nella forma di una serie di corse in linea, variabile da quattro a otto, denominati Prix. Le gare sono state il Prix d'Armorique, il Prix Xavier Louarn, il Prix du Calvaire, il Prix d'Armor, il Prix des Moissons, il Prix de la Mi-août, il Prix des blés d'or, il Prix des falaises e il Prix du Léon. Nel 2008 è diventata una corsa a tappe, fino all'ultima edizione datata 2012.

## Albo d'oro
Aggiornato all'edizione 2012.
| Anno | Vincitore        | Secondo         | Terzo            |
| ---- | ---------------- | --------------- | ---------------- |
| 2009 | Frederik Wilmann | Kévin Lalouette | Julien Bérard    |
| 2010 | Jean-Luc Delpech | Kévin Lalouette | Kristian House   |
| 2011 | Mark McNally     | Stian Remme     | Gilles Devillers |
| 2012 | David Veilleux   | Christer Rake   | Alexandre Blain  |